# Hotride
Hotride ist ein Song der englischen Big-Beat-Band The Prodigy, der am 1. November 2004 als zweite Single aus dem Album Always Outnumbered, Never Outgunned veröffentlicht wurde. Insgesamt war dies die fünfzehnte Single-Auskopplung der Band. Da die CD-Single im EP-Format mit drei zusätzlichen „B-Seiten“ veröffentlicht wurde, verstieß sie gegen die Chart-Vorschriften in Großbritannien und wurde nicht für die britischen Single-Charts zugelassen.
Das Stück wurde von Juliette Lewis gesungen und beinhaltet einen Textausschnitt von Jimmy Webbs Up, Up and Away (In My Beautiful Balloon).

## Titelliste
Die Titellisten der Single-Auskopplungen von Hotride unterscheiden sich, außer der Reihenfolge der einzelnen Stücke, nicht zwischen der 12"-Vinyl und der CD-Fassung.
| Nr.          | Titel                   | Länge |
| ------------ | ----------------------- | ----- |
| 1.           | Hotride                 | 04:33 |
| 2.           | Who You Foolin          | 03:40 |
| 3.           | Girls (Rex The Dog Mix) | 06:33 |
| 4.           | Hotride (El Batori Mix) | 04:45 |
| Gesamtlänge: | Gesamtlänge:            | 19:31 |

In den Vereinigten Staaten wurden über das Label Maverick verschiedene Promo-Edition von Hot Ride herausgegeben. Diese sind leicht an der geänderten Schreibweise – Hot Ride anstelle von Hotride – des Titelsongs erkennbar.
| Nr.          | Titel                      | Länge |
| ------------ | -------------------------- | ----- |
| 1.           | Hot Ride (Radio Edit)      | 03:38 |
| 2.           | Hot Ride (El Batori Mix 3) | 04:44 |
| 3.           | Hot Ride (El Batori Mix 2) | 05:23 |
| 4.           | Hot Ride (El Batori Mix 1) | 04:55 |
| 5.           | Hot Ride (Album Version)   | 04:36 |
| Gesamtlänge: | Gesamtlänge:               | 23:00 |

## Musikvideo
Das Musikvideo zur Single wurde von Daniel Levi inszeniert, aber von Liam Howlett wegen der vielen sinnlosen Gewaltdarstellungen abgelehnt.